# Rehabeam
Rehabeam var son till kung Salomo i Israel, och regerade i Juda rike 926 f.Kr.–910 f.Kr. Under hans regering splittrades det israelitiska riket i en nordlig och en sydlig del. Riket invaderades under Rehabeams regeringstid av den egyptiska kungen Sisak, vilket har identifierats som farao Shoshenks (943-922) fälttåg i Palestina.

## Rehabeam enligt Bibeln
Gamla Testamentet (Tanach) börjar sin beskrivning av Rehabeam med att han precis ska göras till kung över det enade Israel. Där talar Israeliterna med Jerobeam i spetsen inför honom. De kommer med krav på lättad arbetsbörda.
| ” | "Din far gjorde vårt ok tungt. Lätta nu vår arbetsbörda, det tunga ok din far lade på oss, så skall vi tjäna dig." | „ |

Rehabeam rådfrågar först sin fars gamla rådgivare. De menar att om han ger med sig nu kommer folket att följa honom för alltid. Han förkastar deras råd och går istället till de unga rådgivarna. Dessa menar att han nu måste visa att det är han som bestämmer. De rekommenderar därför hårdare tag. Därför svarade han:
| ” | ""Om min far gjorde ert ok tungt skall jag göra det ännu tyngre, och om min far pryglade er med spö skall jag prygla er med skorpiongissel."" | „ |

När Rehabeam inte gav efter för israeliternas krav blev resultatet ett splittrat rike med Israel i norr och Juda i söder. Hans fader Salomo hade regerat över alla tolv stammar. Rehabeam hade nu bara två stammar kvar, Juda och Benjamin. Han såg inte med blida ögon på det som skett. Han begav sig därför snarast tillbaka till Jerusalem. Där samlade han en stor armé med 180 000 "utvalda krigare". Han var i färd med att sända sin armé för att återta de förlorade stammarna och åter bli kung över Israel. Då kom gudsmannen Shemaja till Rehabeam och de båda stammarna. Han kom med ett budskap från Gud. Detta budskap gick ut på att de inte skulle anfalla sina bröder. De skulle istället gå hem till sitt, ty splittringen var Guds verk. De lyssnade till gudsmannens ord och avbröt anfallet. Det kom dock att råda fiendskap mellan Rehabeam och Israels konung Jerobeam. 
Under Rehabeams regering flyttade en ansenlig skara från Israel ner till Juda. Det var främst leviter men även gudfruktiga människor som inte gillade att Jerobeam hindrade den levitiska prästtjänsten i Israel. Genom dessa förflyttningar stärktes Rehabeams kungamakt.
Under en period av tre år följde Juda Herren Gud. När kungamakten var säkrad lämnade de Guds lag. Bl.a. kulttjänare kom in i landet och ashera pålar reses. Två år senare angrep den egyptiske kungen Shishak. Landet och Herrens tempel plundrades. Åter igen klev gudsmannen Shemaja in i bilden. Han förklarade att detta var en konsekvens av att de övergett Herren. Detta resulterade i att Rehabeam och furstarna ödmjukade sig. Då räddades de från Shishaks vrede, men blev en lydstat under Egypten. Detta förklarades av Gud med att de ska förstå skillnaden mellan att lyda Gud och att lyda andra kungariken.

### Bibelns kommentarer om Rehabeams regering
| ” | ""Han gjorde det som var ont, ty han lade sig inte vinn om att rådfråga Herren."" | „ |

| ” | ""Juda gjorde det som var ont i Herrens ögon. Med de synder folket begick väckte de Herrens vrede ännu mer än deras fäder hade gjort"" | „ |

Rehabeam regerade från när han var 41 tills han var 68 år. Han hade 18 fruar och 60 bihustrur. Han blev fader till 28 söner och 60 döttrar. Hans älsklingshustru var Maaka (dotter till Absalom). Hon födde honom sonen Aviam (han kallas för Avia i 2. Krönikeboken). Han skulle komma att ärva tronen efter faderns död.